# Jardín Botánico Canario Viera y Clavijo
Jardín Botánico Canario Viera y Clavijo je polno ime botaničnega vrta na otoku Gran Canaria, enem od Kanarskih otokov. Jardín Botánico Canario pomeni 'Botanični vrt Kanarskih otokov', medtem ko dodatne besede Viera y Clavijo počastijo pionirskega španskega duhovnika in učenjaka Joséja Viera y Clavijo (1731–1813), ki je poskušal ustanoviti botanični vrt na Kanarskih otokih  v poznem 18. stoletju.
Botanični vrt Viera y Clavijo je na severovzhodu Gran Canarie, v Tafira Alta, približno 7 kilometrov jugozahodno od glavnega mesta Las Palmas de Gran Canaria. Tako leži v notranjosti province Las Palmas, nekaj kilometrov stran od Santa Brígide.

## Zgodovina
Ustanovitev tega botaničnega vrta je bila življenjsko delo švedsko-španskega botanika Erika Ragnarja Svenssona (1910–1973), ki je dolga leta posvetil iskanju optimalne lege, ki bi lahko uspešno sprejela čim več zelo raznolikih rastlinskih vrst Kanarskih otokov. Končno se je ustalil na strmem pobočju Barranco de Guiniguada v bližini Tafira Alta, ki ima slap in plitve jame v steni pečine. Dela na postavitvi vrta so se začela leta 1952, Jardín Botánico Canario Viera y Clavijo pa je bil uradno odprt leta 1959. Svensson je bil njegov prvi direktor. Po njegovi smrti v prometni nesreči leta 1973 je bil David Bramwell leta 1974 imenovan za njegovega naslednika.

## Opis
Vrt obsega približno 10 hektarjev, na katerem se goji približno 500 rastlinskih vrst, endemičnih za Kanarske otoke. Pomembni deli so: 
- 'Vrt otokov' (Jardín de las Islas),
- 'Vrt kaktusov in sukulent' (Jardín de Cactus y Suculentas), kjer je na ogled približno 10.000 kultivarjev sukulent,
- 'Makaronezijski okrasni vrt' (Jardín Macaronésico Ornamental) in
- 'Skriti vrt' (El Jardín Escondido) je majhen rastlinjak z visoko koncentracijo vlage, ki reproducira tropski biotop. V notranjosti je jama, iz katere teče potok vode. Tu je trstičje, papirus, bambus in več vrst praproti. Prikazana je tudi zbirka bonsajev, izdelanih iz kanarskih rastlin in nekaj zanimivosti, kot so pomarančevci in pritlikavi bananovci.
- 'Vrt sveta' je 15. decembra 2002 slovesno odprl predsednik vlade Kanarskih otokov Román Rodríguez kot eno od obeležij 50. obletnice Kanarskega botaničnega vrta, s skulpturo, ki je bila prav tako slovesno odprta v Plaza de los Nenúfares Ane Luise Benítez kot poklon Ericu Ragnorju Sventeniusu, njegovemu promotorju. To novo območje vrta vključuje pet različnih območij, ki ustrezajo vsaki od celin planeta, z najbolj reprezentativnimi vrstami vsakega. Vključeno je tudi območje jezer in slapov z določenim pridihom japonskega vrta. Jezera mejijo na vrsto endemičnih vrst Kanarskih otokov, ki jim grozi izumrtje ali so ogrožene.

Omembe vredni so tudi: 
- 'pinetum' (El Pínar) in
- 'Lovorjevi gozdovi' (Bosque de Laurísílva), ki predstavljajo drevesa, ki so nekoč pred špansko poselitvijo pokrivala večino Makaronezije.

V osrednjem delu vrta je bil zgrajen spomenik, 'Vodnjak modrecev' (La Fuente de Los Sabios), v poklon tistim naravoslovcem, ki so s svojim delom prispevali k razumevanju narave in rastlinstva Kanarskih otokov. Fontana iz bazalta in brona je sestavljena iz niza medaljonov, v katere so vgravirani obrazi Bornmüllerja, Pitarda, Bolleja, Broussoneta, Webba, Burcharda, Christa, Smitha, Berthelota in Masferrerja, botanikov 18. in 19. stoletja.

## Oprema
'Razstavni center'. Tukaj je razstava El Drago de Gran Canaria y sus parientes, tu je tudi replika originalne pisarne prvega direktorja vrta. Ta center je prostor za občasne razstave slik, kipov in fotografij, ki so povezane z okoljem in vrtom. To stavbo je zasnoval Sventenius. Pred stavbo je Plaza de los Nenúfares, desno pa El Alpendre, tipična kanarska stavba, ki vsebuje pripomočke, ki so se tradicionalno uporabljali v kanarskem kmetijstvu.
Center za raziskovanje in upravljanje« je na najvišji točki Botaničnega vrta, kjer so laboratoriji, knjižnica, herbarij, semenska banka in upravne pisarne. Glavna stavba je bila zgrajena iz rdečega kamna iz Ayagauresa leta 1965. V tej stavbi, ki je bila popularno znana kot Hiša gospoda Pavillarda (zdravnik in pisatelj, ki je bil njen lastnik), je tudi Ministrstvo za izobraževanje, ki je odgovorno za razvoj izobraževalnih programov vrta.
Leta 1983 je vrt vzpostavil semensko banko za približno 400 drevesnih vrst, ki so endemične na Kanarskih in drugih makaronezijskih otokih. Kasneje je bila ustanovljena tudi banka germplazme. Botaniki, povezani z vrtom, so v zadnjih nekaj letih identificirali in opisali veliko vrst, vrt pa s svojim raziskovalnim delom prispeva k programom ohranjanja vrst. Njegovi objekti vključujejo knjižnico, herbarij in laboratorije ter izdajajo revijo Botánica Macaronésica.
Vrt je odprt za obiskovalce vse leto.

## Galerija
- Vrt
- Kaktusi in evforbije
- Borov gozd
- Slap
- Vrt kaktusov
- Jardín de Viera y Clavijo
- Jardín de Viera y Clavijo
- Jardín de Viera y Clavijo
- Jardín de Viera y Clavijo
- Jardín de Viera y Clavijo
- Jardín de Viera y Clavijo
- Jardín de Viera y Clavijo